# جديسلاف نواك
جديسلاف نواك (بالبولندية: Zdzisław Nowak)‏ هو لاعب هوكي الجليد بولندي، ولد في 25 فبراير 1928، وتوفي في 25 نوفمبر 2000.

## وصلات خارجية
- جديسلاف نواك على موقع EliteProspects.com (الإنجليزية)
- جديسلاف نواك على موقع أوليمبيديا (الإنجليزية)
- جديسلاف نواك على موقع اللجنة الأولمبية البولندية (مؤرشف) (البولندية)